# Dolynske (Saporischschja)
Dolynske (kyrillisch Долинське, vormals deutsch: Neu-Osterwick) ist ein Ort nahe Saporischschja in der Ukraine, der auf eine Gründung deutschsprachiger Mennoniten zurückgeht.

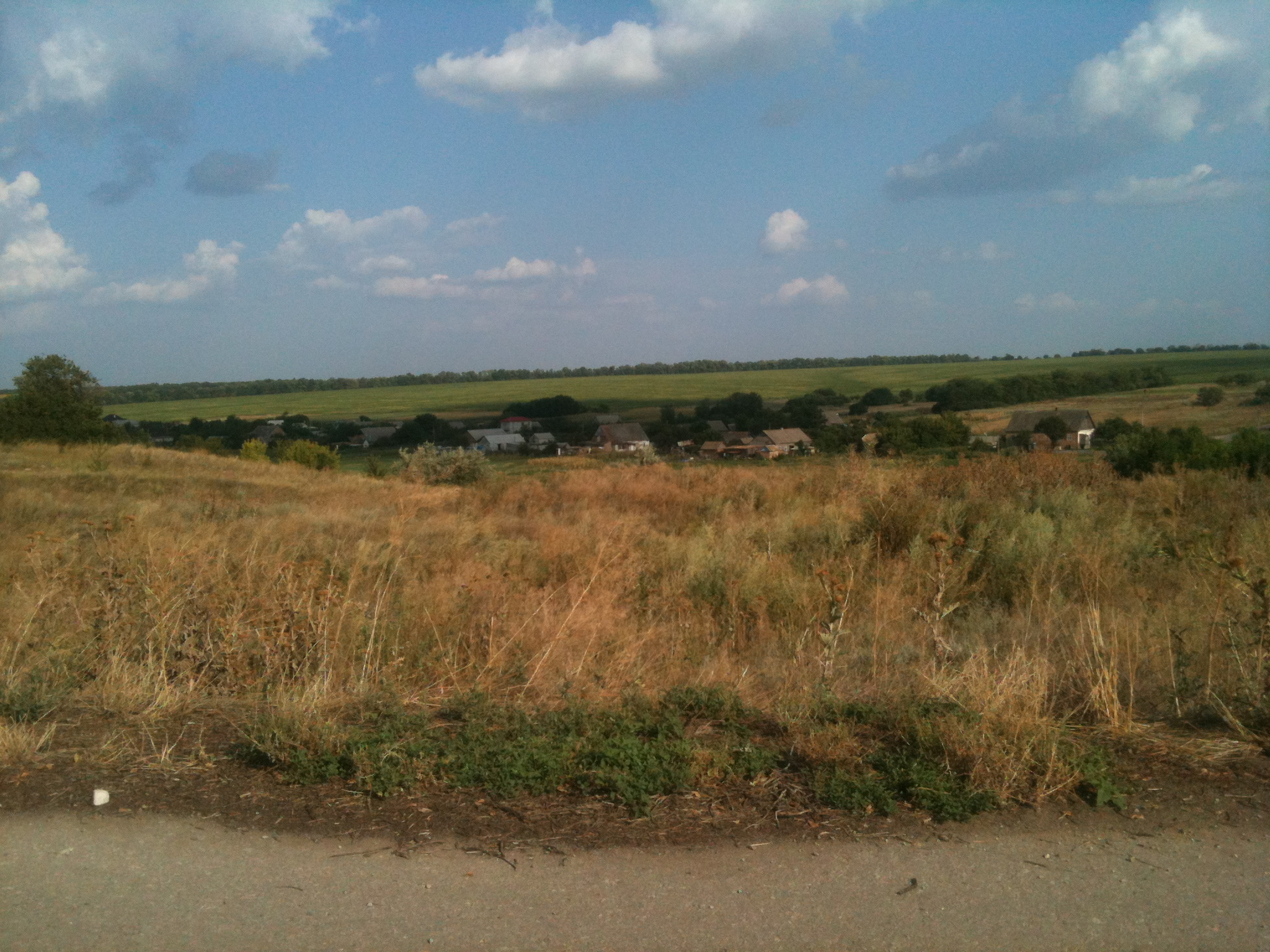
Blick auf den Ort

## Geschichte
Neu-Osterwick wurde 1812 etwa 25 km südsüdwestlich von Saporoshje angelegt, in einem breiten Tal des Bachs Ritsch, der heute auf Ukrainisch Mittlere Chortitza heißt. der Name leitet sich vermutlich vom westpreußischen Ostwerwick (heute: Ostrowite, Polen) her. Nahes Nachbardorf im Osten ist Kronsthal, das heute mit Dolinske zusammengewachsen ist.
Eine erste hölzerne Kirche wurde 1872 durch einen Steinbau nach Plänen von David Klassen ersetzt. Die Kirche war ein Ziegelbau mit großen Bogenfenstern und grünem Metalldach. Diese Kirche wurde 1935 geschlossen und bald darauf abgerissen. Zunächst gab es im Ort nur eine Dorfschule, 1862 wurde ein neues Schulgebäude errichtet, das 1904 erweitert wurde. Ab 1912 gab es im Dorf eine dritte Schule für Kinder aus orthodoxen Familien. 1912 wurde eine Zentralschule eröffnet
Bis 1938 war Deutsch Unterrichtssprache, danach Russisch. Deutsch wurde ab der 5. Klasse in 2 Wochenstunden als Fremdsprache unterrichtet. 1942 gab es acht Lehrer, die 284 Schüler unterrichteten. Zu Hause wurde Deutsch mit plattdeutschem Dialekt gesprochen.
Neu-Osterwick wurde zur industriell am höchsten entwickelten Orte der Kolonie Chortitza, hier bestanden zwei Fabriken für landwirtschaftliche Maschinen.
Infolge der nationalsozialistischen Aggression mussten die deutschsprachigen Dorfbewohner ihre Heimat in den 1940er Jahren verlassen.

## Verwaltungsgliederung
Am 24. Mai 2016 wurde das Dorf zum Zentrum der neugegründeten Landgemeinde Dolynske (Долинська сільська громада/Dolynska silska hromada). Zu dieser zählten auch die 6 in der untenstehenden Tabelle aufgelistetenen Dörfer sowie die Ansiedlungen Kanzeriwka und Wyssokohirne, bis dahin bildete es zusammen mit den Dörfern Baburka, Chortyzja, Nowe Saporischschja, Nowoslobidka, sowie den Ansiedlungen Kanzeriwka und  Wyssokohirne die gleichnamige Landratsgemeinde Dolynske (Долинська сільська рада/Dolynska silska rada) im Westen des Rajons Saporischschja.
Folgende Orte sind neben dem Hauptort Dolynske Teil der Gemeinde:
| Name                     | Name           | Name                                 |
| ukrainisch transkribiert | ukrainisch     | russisch                             |
| ------------------------ | -------------- | ------------------------------------ |
| Baburka                  | Бабурка        | Бабурка                              |
| Chortyzja                | Хортиця        | Хортица (Chortiza)                   |
| Kanzeriwka               | Канцерівка     | Канцеровка (Kanzerowka)              |
| Nowe Saporischschja      | Нове Запоріжжя | Новое Запорожье (Nowoje Saporoschje) |
| Nowoslobidka             | Новослобідка   | Новослободка (Nowoslobodka)          |
| Nyschnja Chortyzja       | Нижня Хортиця  | Нижняя Хортица (Nischnjaja Chortiza) |
| Rosumiwka                | Розумівка      | Разумовка (Rasumowka)                |
| Wyssokohirne             | Високогірне    | Высокогорное (Wyssokogornoje)        |